# 加藤還一
加藤 還一（かとう かんいち）は、日本のアニメ脚本家。
筆安一幸や広田光毅がシリーズ構成を務める作品に参加することが多い。

## 参加作品

### テレビアニメ
太字はシリーズ構成担当作品。
2009年
- ジュエルペット（2009年 - 2010年、全52話中4話執筆）

2013年
- ジュエルペット ハッピネス（2013年 - 2014年、全52話中9話執筆）

2014年
- フランチェスカ (7 - 12月、全24話中4本執筆)

2015年
- おじゃる丸（第18シリーズ、全63話中7話執筆）

2016年
- おじゃる丸（第19シリーズ、全66話中6話執筆）

2017年
- エルドライブ【ēlDLIVE】（全12話中3話執筆）
- アイドルタイムプリパラ（2017年 - 2018年、全51話中10話執筆）
- おじゃる丸（第20シリーズ、全60話中6話執筆）
- つぐもも（全12話中4話執筆）
- ブラッククローバー（2017年 - 2021年、全170話中43話執筆、筆安一幸から引き継ぎ第153話から担当）

2018年
- おじゃる丸（第21シリーズ、全60話中7話執筆）
- 中間管理録トネガワ（全24話中6話執筆）
- ゾイドワイルド（2018年 - 2019年、全50話中6話執筆）

2019年
- おじゃる丸（第22シリーズ、全60話中2話執筆）
- からかい上手の高木さん2（全12話中4話執筆）
- 魔入りました!入間くん（2019年 - 2020年、全21話中4話執筆）

2020年
- 継つぐもも（全12話中2話執筆）

2021年
- 文豪ストレイドッグス わん!（全12話中4話執筆）
- ましろのおと（全12話中6話執筆）
- 魔入りました!入間くん（第2シリーズ、全21話中5話執筆）

2022年
- からかい上手の高木さん3（全12話中3話執筆）
- 陰の実力者になりたくて!（2022年 - 2023年、全20話中8話執筆）
- 魔入りました!入間くん（第3シリーズ：2022年 - 2023年、全21話中3話執筆）

2023年
- ひろがるスカイ!プリキュア（2023年 - 2024年、全50話中7話執筆）
- 陰の実力者になりたくて!（第2期、全12話執筆）

2025年
- Sランクモンスターの《ベヒーモス》だけど、猫と間違われてエルフ娘の騎士として暮らしてます
- サラリーマンが異世界に行ったら四天王になった話

### 劇場アニメ
- 劇場版 からかい上手の高木さん（2022年、福田裕子・伊丹あきと共同、「虫送り」を担当）

### Webアニメ
- ジュエルペット あたっくとらべる!（2022年、ニコニコ生放送にて配信）

### 作詞
- 「もくもく ふゆーん」 (2018年1月、小野あつこ・花田ゆういちろう)
- 「魔イ魔イティーチャー」 (2021年9月、ウァラク一家)